# Union pour une nouvelle majorité
Pour les articles homonymes, voir UNM.
L'Union pour une nouvelle majorité (UNM) est une coalition électorale française formée pour les élections législatives de 1981. Elle regroupe l'Union pour la démocratie française (UDF) et ses composantes, comme le CDS, le PR ou le MDSF, le Rassemblement pour la République (RPR), le Centre national des indépendants et paysans (CNIP) et des personnalités divers droite.

## Historique
Élu président de la République, François Mitterrand annonce la dissolution de l'Assemblée nationale, comme il s'y était engagé lors de la campagne présidentielle. À droite, le président du RPR Jacques Chirac propose à l'UDF une alliance électorale réunissant les partis membres de la majorité sortante.
Le 15 mai 1981, un pacte est conclu entre les différentes formations et est signé par Jacques Chirac et Jean Lecanuet, président de l'UDF.
Au premier tour, l'Union pour une nouvelle majorité présente 566 candidats dans les 491 circonscriptions. Dans le détail, on compte : 
- 282 candidats du Rassemblement pour la République ;
- 108 du Parti républicain ;
- 74 du Centre des démocrates sociaux ;
- 45 de l'Union pour la démocratie française ;
- 22 du Parti radical ;
- 14 du Centre national des indépendants et paysans ;
- 12 divers droite ;
- 9 du Mouvement démocrate socialiste de France.

## Élections législatives de 1981
Le Rassemblement pour la République et l'Union pour la démocratie française, principales composantes de l'UNM, s'attribuent l'immense majorité des circonscriptions.
| Parti ou composante                              | Parti ou composante                            | Circonscriptions | Proportion |
| ------------------------------------------------ | ---------------------------------------------- | ---------------- | ---------- |
| Rassemblement pour la République et apparentés   | Rassemblement pour la République et apparentés | 282              | 49,82 %    |
| Union pour la démocratie française et apparentés | Parti républicain                              | 108              | 19,08 %    |
| Union pour la démocratie française et apparentés | Centre des démocrates sociaux                  | 74               | 13,07 %    |
| Union pour la démocratie française et apparentés | Adhérents directs de l'UDF                     | 45               | 7,95 %     |
| Union pour la démocratie française et apparentés | Parti radical                                  | 22               | 3,88 %     |
| Union pour la démocratie française et apparentés | Mouvement démocrate socialiste de France       | 9                | 1,59 %     |
| Union pour la démocratie française et apparentés | Total                                          | 258              | 45,58 %    |
| Centre national des indépendants et paysans      | Centre national des indépendants et paysans    | 14               | 2,47 %     |
| Divers droite                                    | Divers droite                                  | 12               | 2,12 %     |
|                                                  |                                                |                  |            |
| Candidats                                        | Candidats                                      | 566              | 100,00 %   |

## Résultats électoraux

### Élections législatives
| Année | 1er tour   | 1er tour | 1er tour | 2d tour | 2d tour | 2d tour | Sièges    | Gouvernement |
| Année | Voix       | %        | Rang     | Voix    | %       | Rang    | Sièges    | Gouvernement |
| ----- | ---------- | -------- | -------- | ------- | ------- | ------- | --------- | ------------ |
| 1981  | 10 794 085 | 42,83    | 2e       |         |         | 2e      | 158 / 491 | Opposition   |

### Résultats des personnalités

#### Gouvernement Barre
Sur 36 membres du gouvernement Barre III, en fonction jusqu'au 13 mai 1981, 23 sont candidats. 7 sont élus ou réélus dès le premier tour (Raymond Barre, Christian Bonnet, Jacques Barrot, Pierre Méhaignerie, Michel Cointat, Olivier Stirn et Jacques Fouchier), 3 au second tour (Robert Galley, Michel d'Ornano et Jean-Pierre Soisson) et 13 sont défaits (Alain Peyrefitte, Maurice Charretier, Pierre Ribes, Jacques Dominati, Jacques Limouzy, Michel Debatisse, Jacques Legendre, Jean-Paul Mourot, Paul Dijoud, Pierre Bernard-Reymond, Jacques Legendre, Lionel Stoléru et François Delmas).
Quant à Jean-Philippe Lecat, Monique Pelletier et Jean-François Deniau, démissionnaires du gouvernement le 4 mars 1981 et membres de l'équipe de campagne de Valéry Giscard d'Estaing lors de la présidentielle, ils sont tous les trois battus.

#### Chefs de partis
Le président du RPR Jacques Chirac et son secrétaire général Bernard Pons sont élus ou réélus dès le premier tour, tout comme Jacques Blanc, secrétaire général du Parti républicain. Didier Bariani, président du Parti radical et Philippe Malaud, président du CNIP, ne sont pas reconduits.